# Metropolia di Rodopoli

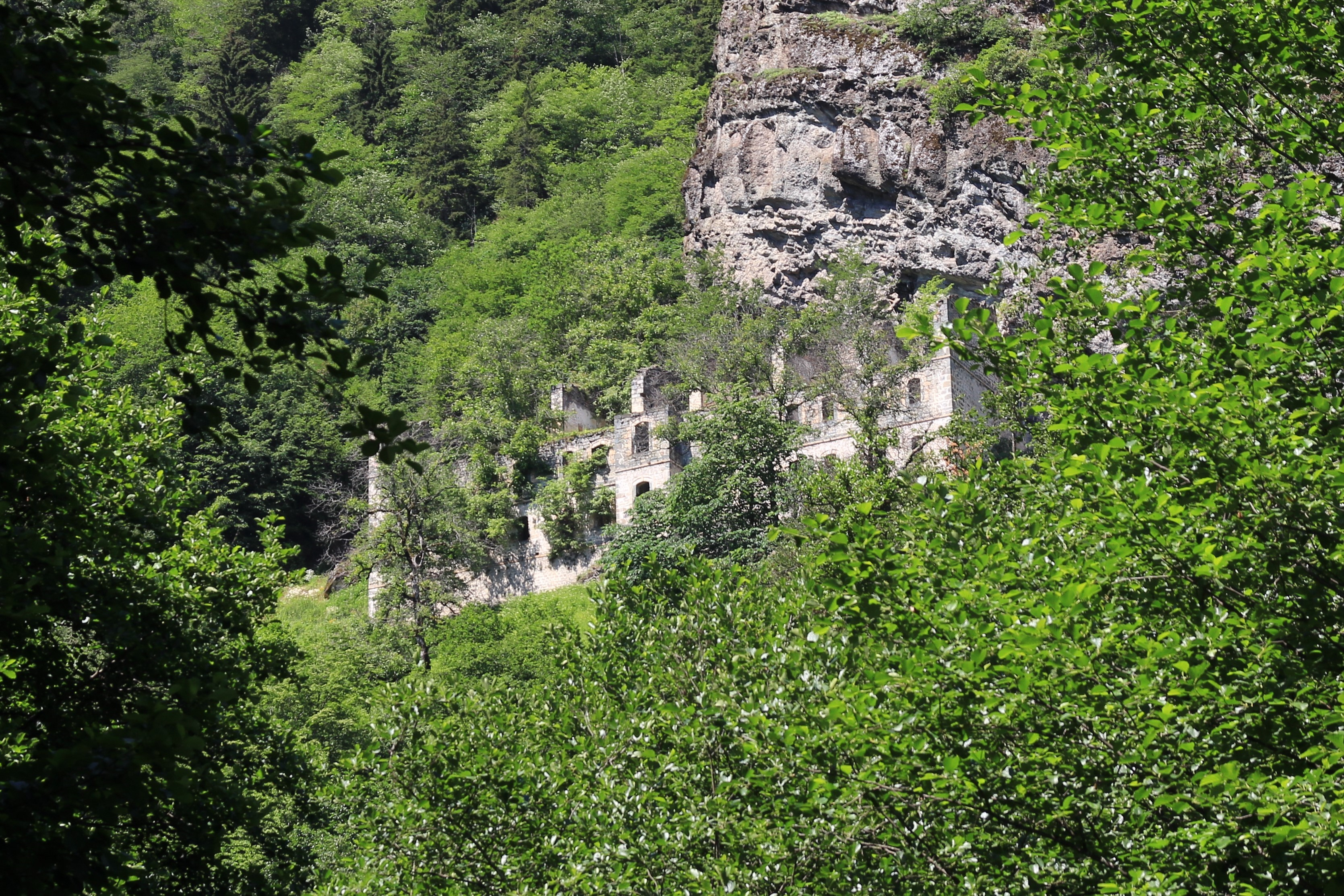
Il monastero di Vazelon.

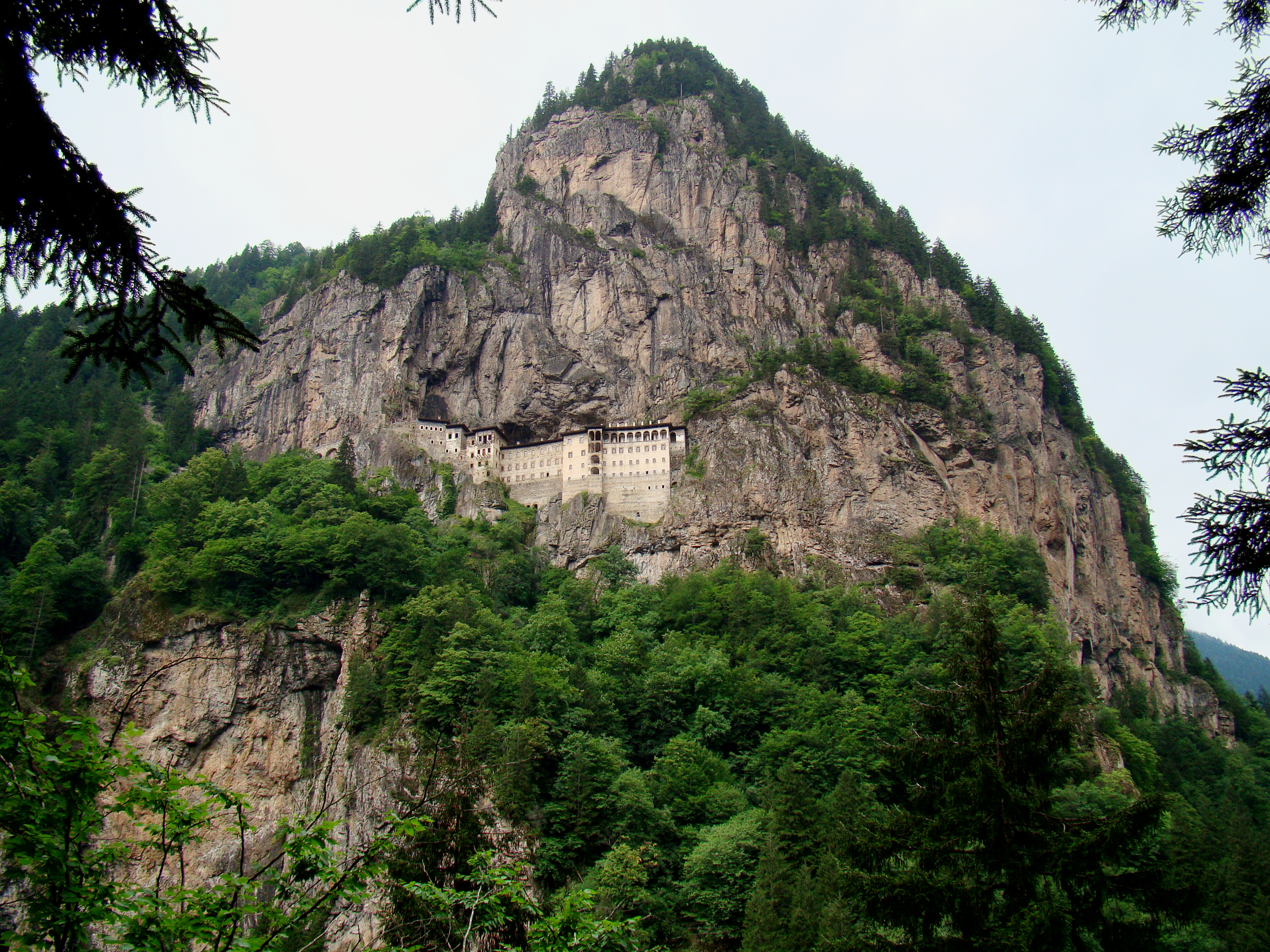
Il monastero di Sumela.

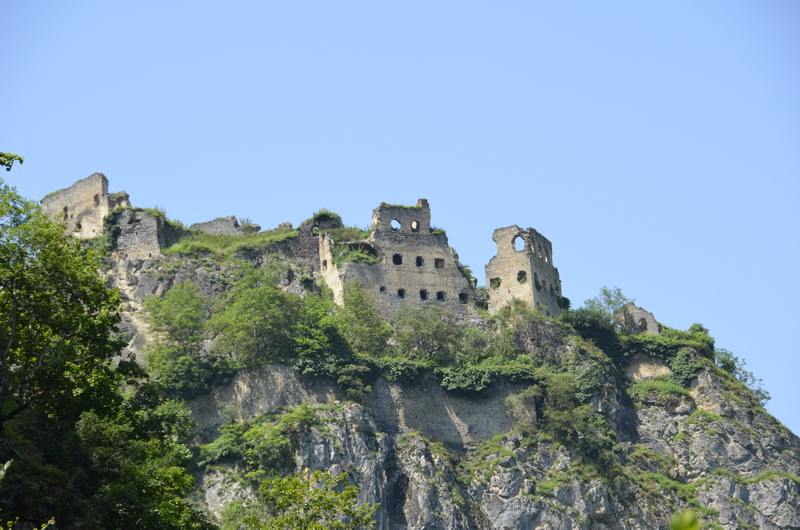
Il monastero di San Giorgio Peristereota.

La metropolia di Rodopoli (in greco: Ιερά Μητρόπολις Ροδοπόλεως; Iera Mitrópolis Rodopóleōs) è una sede soppressa del patriarcato di Costantinopoli.

## Storia
La metropolia trae le sue origini da tre antichi monasteri presenti nella regione montagnosa a sud del territorio di Trebisonda nel Ponto, Vazelon, Sumela e Peristereota, che vissero il loro apogeo all'epoca dell'impero di Trebisonda (XIII-XV secolo), quando sotto la loro influenza confluirono diversi villaggi della regione circostante. La loro autonomia politica si mantenne anche durante l'impero ottomano. Dal punto di vista ecclesiastico ottennero dal patriarca lo status di esarcato patriarcale.
Nel maggio 1863 i tre esarcati furono soppressi e sul loro territorio fu eretta l'arcidiocesi di Rodopoli. Il titolo di questa sede era puramente onorifico, in ricordo dell'antica diocesi di Rodopoli di Lazica (Georgia), con la quale tuttavia non aveva nulla a che fare. L'arcidiocesi ebbe vita breve e fu soppressa il 7 settembre 1867, e contestualmente furono restaurati i tre esarcati monastici.
La sede fu restaurata con il rango di metropolia nel mese di ottobre 1902, con sede nel villaggio di Maçka, 25 chilometri a sud di Trebisonda. Comprendeva 55 comunità ortodosse nei territori di Maçka e di Dumanlı (Sanda, in greco: Σάντα).
A seguito del trattato di Losanna, per porre fine alla guerra greco-turca, nel 1923 fu attuato uno scambio di popolazioni tra Grecia e Turchia che portò alla totale estinzione della presenza cristiana ortodossa nel territorio della metropoli.
Il titolo di metropolita di Rodopoli è ancora assegnato, ma è un semplice titolo vescovile non residenziale.

## Cronotassi
- Gennadio Vasiliadis † (3 giugno 1863 - 7 settembre 1867 sospeso)[3]
- Gervaso Sarasitis † (16 novembre 1902 - 10 ottobre 1906 eletto metropolita di Coriza)
- Leonzio Choutouriotis † (10 ottobre 1906 - 22 settembre 1909 sospeso)
- Cirillo Chatzipapadimitriou † (22 settembre 1909 - 11 gennaio 1944 deceduto)
- Gerolamo Konstantinidis † (5 agosto 1954 - 17 novembre 2005 deceduto)
- Tarasio Antonopoulos, dal 29 novembre 2019